# Peter Klimek (Geistlicher)
Peter Klimek, polnisch Piotr Klimek (* 12. November 1881 in Wengern, Landkreis Oppeln; † 31. Oktober 1940 im KZ Gusen I bei Mauthausen) war ein deutsch-polnischer katholischer Geistlicher und NS-Opfer. Nach ihm ist eine Straße in Żory benannt worden.

## Leben
Peter Klimek wurde 1881 im oberschlesischen Dorf Wengern als Sohn der Eheleute Ignatz Klimek und Maria, geborene Kowol, geboren und wuchs zweisprachig auf. Ab 1893 besuchte er das Matthias-Gymnasium in Breslau, legte dort am 6. Februar 1902 die Reifeprüfung ab und studierte Katholische Theologie an der Universität Breslau. Zugleich besuchte er als Gasthörer Vorlesungen der polnischen Literatur. Das Sakrament der Priesterweihe empfing er am 23. Juni 1906 in Breslau. In den Sommerferien half er als Geistlicher beim Kirchspiel in Groß Kottorz aus und wurde ab dem 5. September 1906 als Pfarrvikar an die Sebastiankirche in Berlin-Gesundbrunnen versetzt. Am 22. Oktober 1911 kam er als Kuratus nach Königsberg in der Neumark und wirkte als Bauherr der örtlichen Kirche und des Pfarrhauses. Am 27. September 1919 wurde er zum Propst in Züllichau im Landkreis Lebus ernannt.
Nach dem Ersten Weltkrieg und der Abtretung Ostoberschlesiens an Polen 1922 wurde Klimek im Jahr 1923 in die neu geschaffene Apostolische Administratur Kattowitz inkardiniert. Er unterrichtete als Katechet am Gymnasium in Pszczyna. Am 30. Juni 1924 wurde Klimek zum Administrator und Propst nach Żory berufen. Ab 21. Oktober 1933 wirkte er als Dekan im Dekanat Żory.
Nach dem Überfall auf Polen wurde Żory am 1. September 1939 von der Wehrmacht besetzt, im Oktober 1939 dem „Großdeutschen Reich“ angeschlossen und erneut in Sohrau umbenannt. Da Piotr Klimek, trotz des Verbotes, Gottesdienste in der polnischen Sprache feierte, wurde er am 12. April 1940 von der Gestapo festgenommen und im Gefängnis in Rybnik inhaftiert. Anfang Mai 1940 wurde er in den Pfarrerblock des KZ Dachau deportiert, dann weiter in das KZ Gusen I bei Mauthausen, wo er am 31. Oktober 1940 starb. Anschließend wurde der Leichnam im Krematorium im KZ Mauthausen verbrannt.

## Gedenken
In Żory wurde nach ihm die Pfarrer-Piotr-Klimek-Straße (ulica Księdza Piotra Klimka) benannt.